# 光棍節

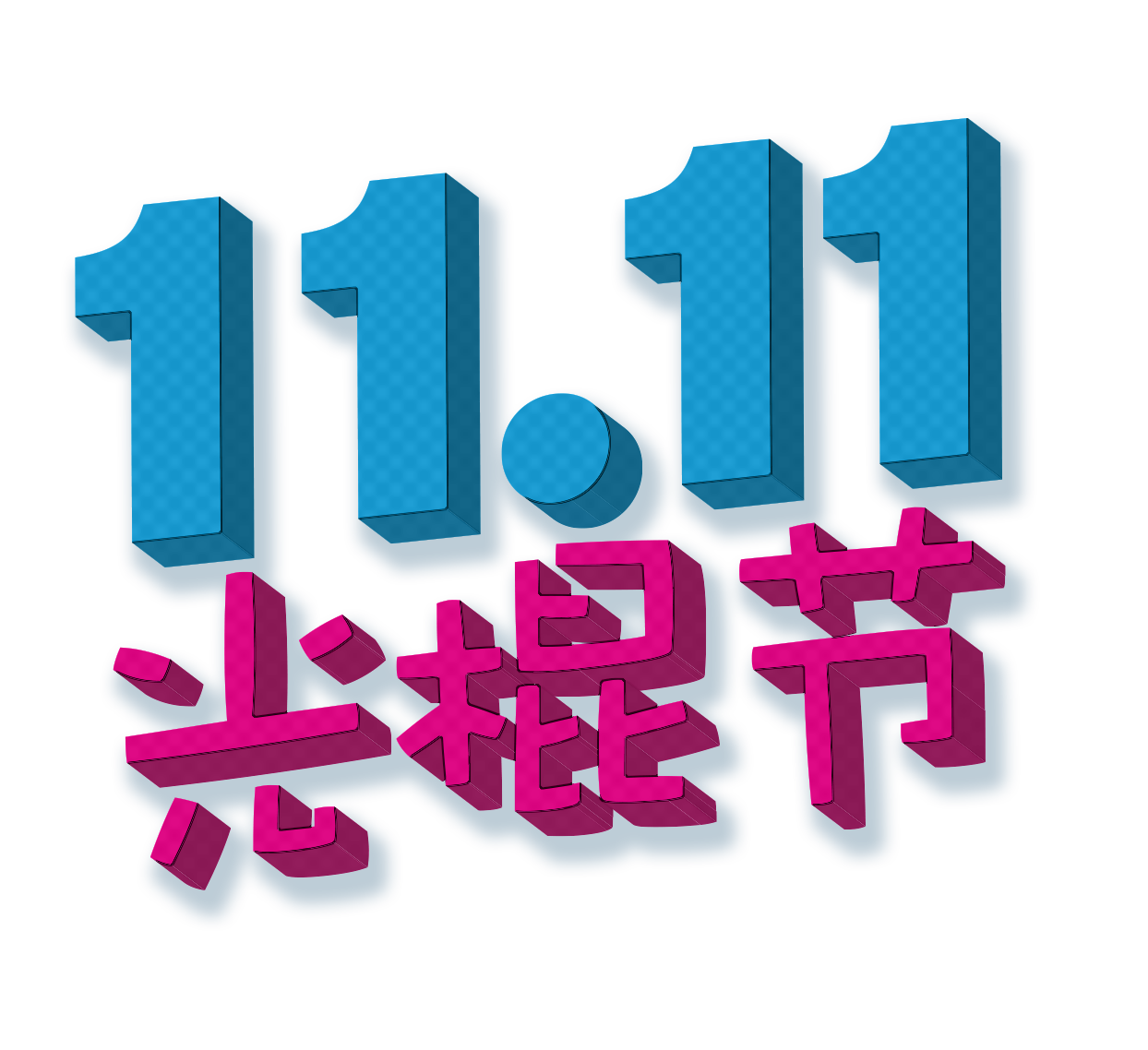
電子取引などに使われる「光棍節」のシンボルの例

光棍節（こうこんせつ、中国語: 光棍节，拼音: guāng gùn jié，クヮンクンチエ）は中国で11月11日に祝われる「独身者の日」のこと。「独身の日」ともいう。

## 起源
「光棍」は中国語のスラングで「独身者」という意味であるが、「棍棒だけ」の意味にもとれるため、数字の「1」を棍棒に見立て「1」が4つも連続して並んでいるこの日が「棒だけしかない日=独身者の日」として中国のインターネットでジョークとして広まった。元は1993年に南京大学の寮生たちが始めたイベントとされている。
独身者同志が集まってパーティーを開いたり、独身者が結婚相手を探したりといった、様々な活動が行われている。贈り物をすることも流行っていて、「双十一」（「双十節」の連想）は電子商取引会社（淘宝網）を持つアリババグループのコピーライトであり、毎年11月11日に最大の売上をあげるなど話題になっている。2021年現在では「ダブルイレブン」とも称される。
日本でも、2015年（平成27年）からソフトバンクグループによって「いい買い物の日」として輸入されている。

## 経済効果
「双11」ショッピングイベントは、2009年11月11日に中華人民共和国で行ったECサイトの販促イベントが起源となる。2009年（1回目）の売上高は予想以上に達したので、以降、毎年11月11日、大手のアリババグループを始め、各大手通販サイトは一斉に大規模販促イベントを行う。中華人民共和国では既に全国民の「双十一ショッピングカーニバル（双十一購物狂歓節）」として定着して、その流通総額も毎年増加している。
アリババグループの取引額は下記の通り（いずれも中国標準時11月11日0：00 - 24：00の24時間）
- 2009年：0000.52億元
- 2010年：0009.36億元
- 2011年：0033.6億元
- 2012年：0191億元
- 2013年：0350億元
- 2014年：0571億元
- 2015年：0912億元
- 2016年：1207億元
- 2017年：1682億元
- 2018年：2135億元
- 2019年：2684億元
- 2020年：4982億元
- 2021年：5403億元[7]

となっている。